# Pär Lindh Project – Live in Poland
Pär Lindh Project – Live in Poland is het derde livealbum van de Pär Lindh Project (PLP). PLP trad op in het Teatr Śląski in Stanislawa Wyspianskiego te Katowice, een populaire plaats om op te treden voor bands in de progressieve rockscene. De muziek van PLP leek al die jaren al op muziek van Emerson, Lake & Palmer en dat werd door dit album versterkt door bewerkingen van werken van Modest Moessorgski te spelen.

## Musici
- Pär Lindh – toetsinstrumenten
- William Kopecky – basgitaar
- Svetlan Råket – slagwerk

## Composities
1. Night on a Bare Mountain (van Moessorgski) / The Black Stone
2. Baroque impressions nr. 1
3. Mundus / Veni, vidi, vidi-medley
4. Suite in progress
5. Montagues and Caplets
6. Bill’s solo
7. Gradus ad parnassum

In mei 2008 verscheen het album al op dvd met een gelijke tracklist.